# Богданівський лісовий заказник
Богда́нівський зака́зник — лісовий заказник місцевого значення в Україні. Об'єкт природно-заповідного фонду Сумської області. 

## Опис
Розташований у межах Шосткинського району Сумської області, на схід від села Богданівки і на захід від міста Шостки. 
Площа 1489 га. Статус надано згідно з рішенням облвиконкому від 15.04.1975 року № 219. Перебуває у віданні ДП «Шосткинське лісове господарство» (Шосткинське л-во, кв. 1-29). 
Статус надано для збереження лісового масиву, де в природному стані зростають високопродуктивні соснові та сосново-дубові насадження. 